# 보통날 (영화)
《보통날》은 2021년에 개봉한 대한민국의 영화이다.

## 캐스팅
꽃가루
- 김수영 : 예나 역
- 하은정 : 미주 역

개인적인 불온함에 대하여
- 정하리 : 정인 역
- 박지안 : 노을 역
- 이대은 : 병현 역

너도 그렇다
- 김지현 : 은규 역
- 이우성 : 석환 역